# Algernon Percy (10e comte de Northumberland)
Pour les articles homonymes, voir Algernon Percy.
Algernon Percy, 10e comte de Northumberland, est un baron anglais né le 29 septembre 1602 et mort le 13 octobre 1668.

## Biographie
Algernon Percy est l'aîné des fils survivants du comte de Northumberland Henry Percy et de son épouse Dorothy Perrott. Soupçonné d'avoir participé à la Conspiration des poudres, le comte passe près de vingt ans enfermé à la Tour de Londres, de 1605 à 1621, ce qui ne l'empêche pas de rester attentif à l'éducation de son fils et héritier. Le jeune Algernon fait ses études au St John's College de l'université de Cambridge, puis à Middle Temple. Il devient chevalier de l'ordre du Bain en 1616.
Il siège du Parlement dès 1624, d'abord à la Chambre des communes, puis à la Chambre des lords en tant que baron Percy (en) à partir de 1626. Il devient comte de Northumberland à la mort de son père, en 1632, et accompagne le roi Charles Ier à Édimbourg lorsque ce dernier va s'y faire sacrer l'année suivante. Il est nommé à l'ordre de la Jarretière en 1635 et devient amiral l'année suivante. Fort de cette position, il propose des réformes de la marine anglaise au roi, court-circuitant les autres amiraux qui lui en tiennent rigueur. Grâce à l'influence de ses amis Thomas Wentworth et William Laud, il est nommé Lord Grand Amiral en 1638.
Lorsque la Première Révolution anglaise éclate, Algernon Percy rallie les Têtes rondes contre le roi. Le soutien d'un noble aussi puissant et riche s'avère particulièrement précieux pour les parlementaires. La violence des combats l'incite à favoriser la paix à partir de 1642-1643, mais il rejoint le camp des partisans de la guerre l'année suivante. Ses terres dans le Northumberland et le Yorkshire sont durement touchées par l'occupation des royalistes et de leurs alliés écossais, ce qui n'est pas sans conséquences pour ses finances personnelles. En 1645, il est le responsable de la commission des parlementaires lors du Traité d'Uxbridge. Les enfants du roi sont confiés à sa garde en 1645, ce qui ajoute encore à ses dépenses ; après l'évasion du jeune duc d'York en avril 1648, il obtient qu'ils soient placés auprès de sa sœur Dorothy, la comtesse de Leicester.
À partir de 1648, Algernon Percy défend le roi contre la véhémence du Parlement croupion, mais son désir de compromis n'est pas écouté et Charles Ier est exécuté le 20 janvier 1649. Le comte n'exerçant plus aucune charge officielle, il reste à l'écart de la vie publique tout au long du Commonwealth et du Protectorate et refuse de siéger au Parlement jusqu'à la restauration de Charles II. Il fonde la « cabale de Suffolk House » dans l'espoir d'imposer au nouveau souverain ses conditions et permettre l'avènement d'une monarchie constitutionnelle, mais ses plans sont déjoués lorsque le général Monck choisit d'apporter son soutien au Parlement de la Convention.
Algernon Percy est nommé à plusieurs postes de Lord Lieutenant dans les années 1660, mais il est trop isolé à la cour pour exercer une quelconque influence sur le gouvernement. Il passe le plus clair de son temps dans la résidence familiale de Petworth House jusqu'à sa mort, en 1668. Son fils unique Josceline hérite de ses titres et de ses biens.

## Mariages et descendance

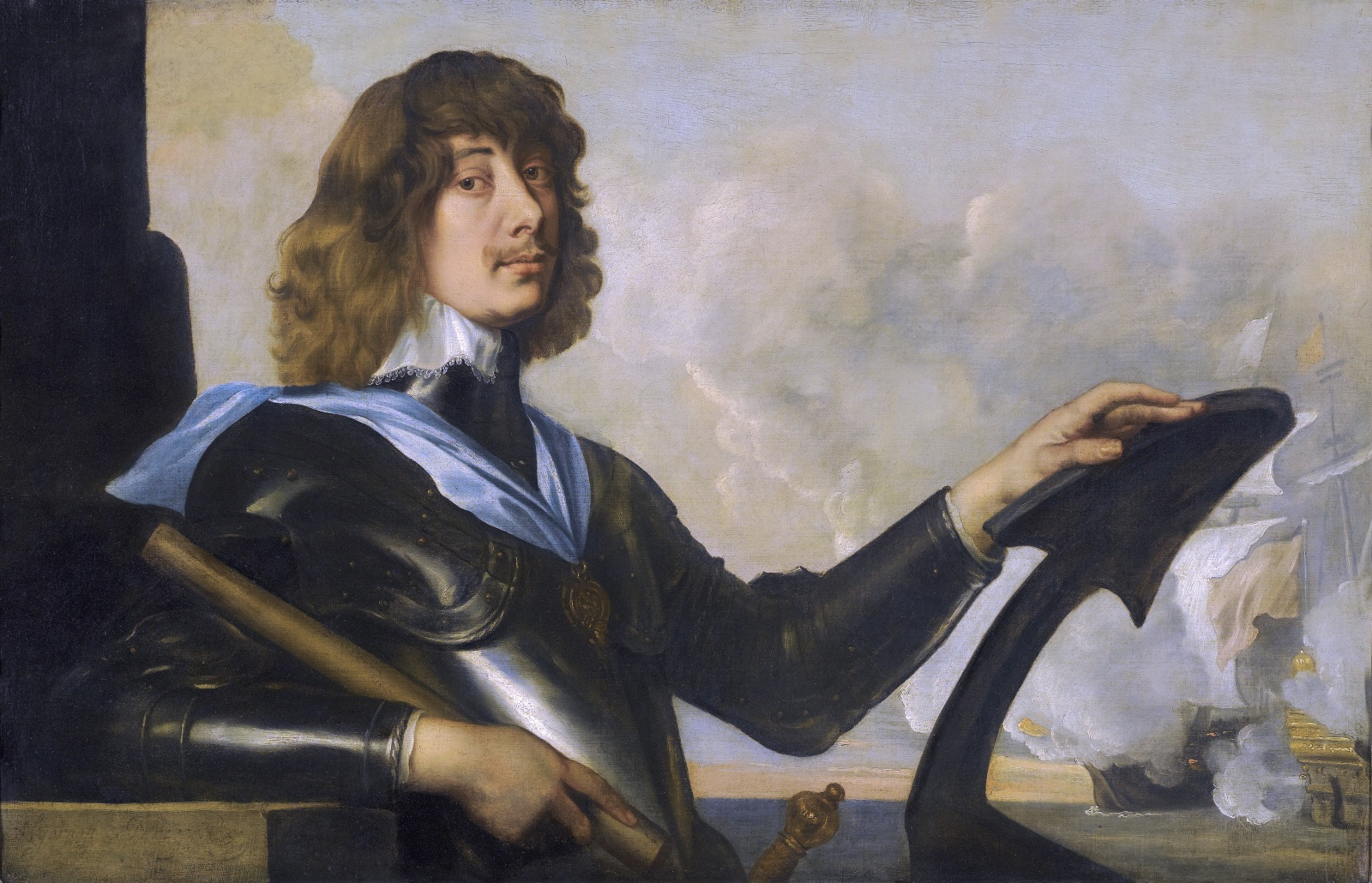
Algernon Percy
par l'atelier d'Antoine van Dyck

Algernon Percy épouse en janvier 1629 Anne Cecil (1612-1637), la fille aînée de William Cecil, 2e comte de Salisbury. Ils ont cinq filles, dont deux survivent jusqu'à l'âge adulte :
- Anne (morte en 1654), épouse Philip Stanhope, 2e comte de Chesterfield ;
- Elizabeth (1636-1718), épouse Arthur Capel, 1er comte d'Essex.

Anne Cecil meurt de la variole le 6 décembre 1637. Veuf, Algernon Percy se remarie le 1er octobre 1642 avec Elizabeth Howard (vers 1608-1705), la deuxième fille de Theophilus Howard, 2e comte de Suffolk. Ils ont un fils :
- Josceline (1644-1670), 11e comte de Northumberland.